# Ojciec panny młodej (film 1950)
Ojciec panny młodej (ang. Father of the Bride) – amerykański film komediowy z 1950 roku. Adaptacja powieści Edwarda Streetera.

## Opis fabuły
Stanley Banks chce urządzić wychodzącej za mąż córce jak najlepsze wesele. Problemem są jednak ograniczenia finansowe. 

## Obsada[1]
- Spencer Tracy - Stanley T. Banks
- Joan Bennett - Ellie Banks
- Elizabeth Taylor - Kay Dunstan
- Don Taylor - Buckley Dunstan
- Billie Burke - Doris Dunstan
- Moroni Olsen - Herbert Dunstan
- Marietta Canty - Delilah
- Russ Tamblyn - Tommy Banks
- Tom Irish - Ben Banks
- Paul Harvey - Reverend Galsworthy
- Leo G. Carroll - pan Massoula
- Fay Baker - panna Bellamy, sekretarka

## Nagrody i wyróżnienia
- 1951: film był nominowany do Oscara w kategorii:  Najlepszy film wytwórnia MGM, najlepszy aktor pierwszoplanowy (Spencer Tracy) oraz najlepszy scenariusz (Albert Hackett, Frances Goodrich).